# Фарнета (Фрозиноне)
Фарнета је насеље у Италији у округу Фрозиноне, региону Лацио.
Према процени из 2011. у насељу је живело 843 становника. Насеље се налази на надморској висини од 167 м.